# 토마스와 친구들: 블루마운틴 미스터리
《토마스와 친구들: 블루마운틴 미스터리》(영어: Thomas & Friends: Blue Mountain Mystery)은 어린이 텔레비전 시리즈 《토마스와 친구들》을 기반으로 한 2014년 영국의 애니메이션 영화다.